# Joseph Maria Olbrich

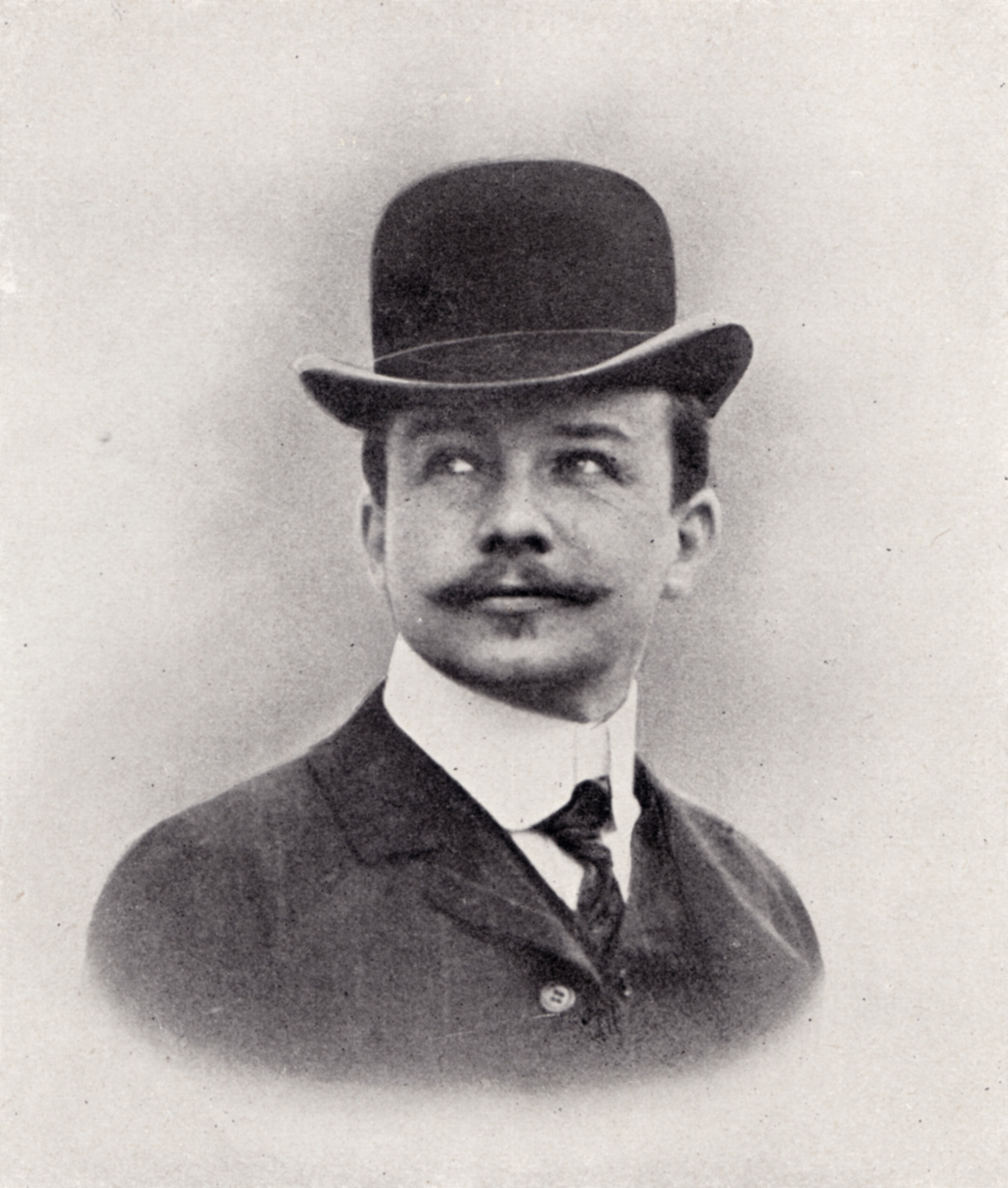
Joseph Maria Olbrich

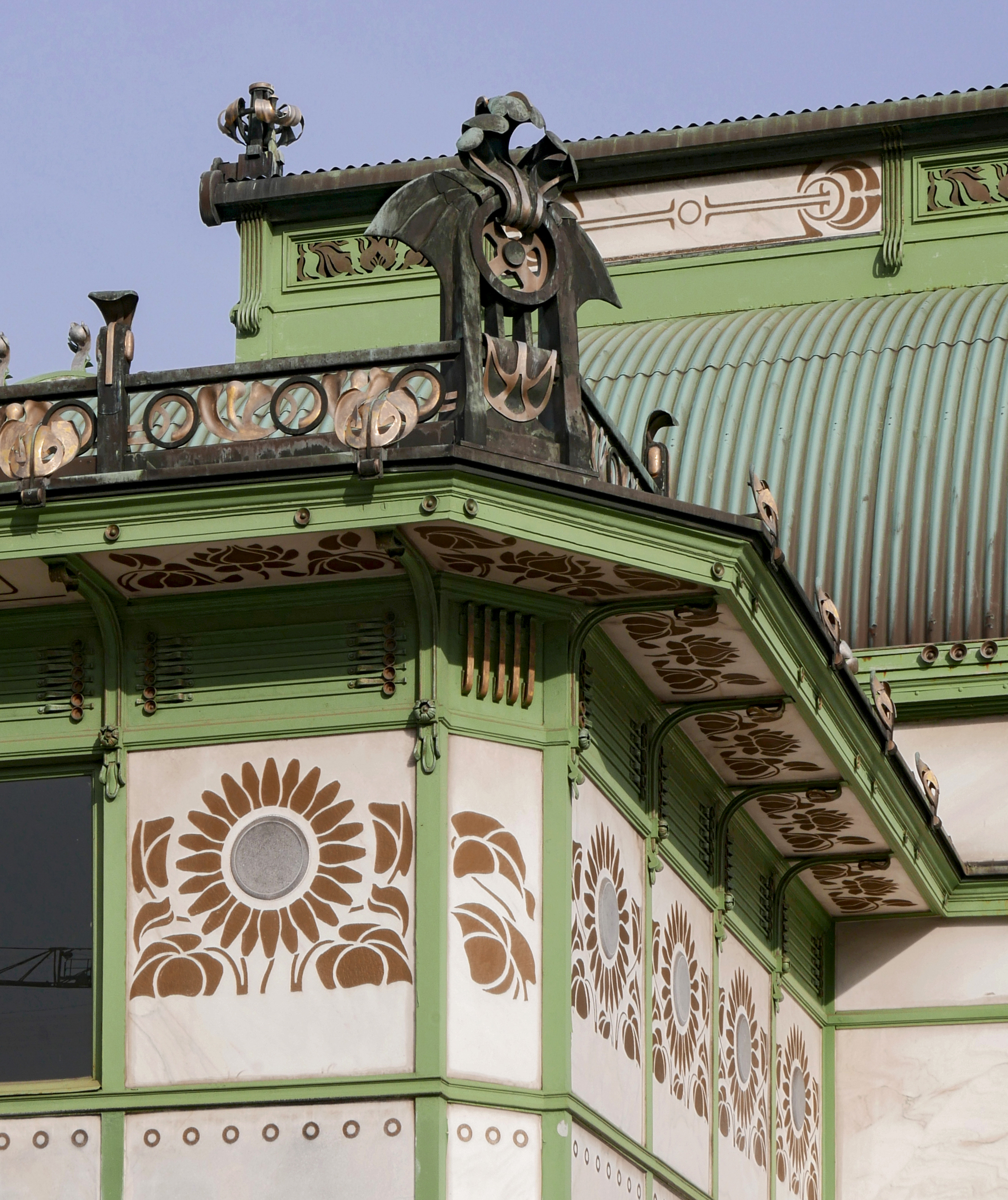
Ornamente von J. M. Olbrich an den Otto-Wagner-Pavillons auf dem Karlsplatz in Wien

Joseph Maria Olbrich (* 22. Dezember 1867 in Troppau, Österreichisch-Schlesien; † 8. August 1908 in Düsseldorf) war ein österreichischer Designer und Architekt der Wiener Secession, der ab 1900 in der Darmstädter Künstlerkolonie auf der Mathildenhöhe in Deutschland lebte und arbeitete.

## Leben
Joseph Maria Olbrich wurde als drittes Kind der Eheleute Edmund und Aloisia Olbrich geboren. Er hatte zwei Schwestern, die vor seiner Geburt gestorben waren, sowie die jüngeren Brüder Johann und Edmund. Sein Vater war ein wohlhabender Konditormeister und Wachshersteller und besaß unter anderem eine Ziegelei, wodurch Olbrichs Interesse am Baugewerbe schon früh geweckt wurde.
Olbrich besuchte das Gymnasium in Troppau, verließ es vor der Matura, absolvierte eine Maurerlehre und arbeitete danach bei einem Bauunternehmer als Zeichner. 1882 ging er nach Wien, um in die Architekturklasse der Wiener Staatsgewerbeschule einzutreten. Seine Lehrer waren unter anderem Julius Deininger und Camillo Sitte. 1886 bestand Olbrich sein Abschlussexamen mit der Note „vorzüglich“.
Anschließend kehrte er kurzzeitig nach Troppau zurück und arbeitete dort wieder bei einem Bauunternehmen als Zeichner. Ab 1890 studierte er an der Akademie der bildenden Künste in Wien als Schüler von Karl Freiherr von Hasenauer und gewann mit seinen Entwürfen mehrere Preise, wie den Pein-Preis, den Hofpreis 1. Klasse und den Rom-Preis der Akademie. 1893 trat er in das Büro von Otto Wagner ein. Die meisten Detailpläne für die Gebäude der Wiener Stadtbahn dürften von Olbrich stammen; dies ist nicht genau bekannt. Wagner schätzte ihn sehr; er erwog zeitweise eine Ehe seiner Tochter mit ihm.

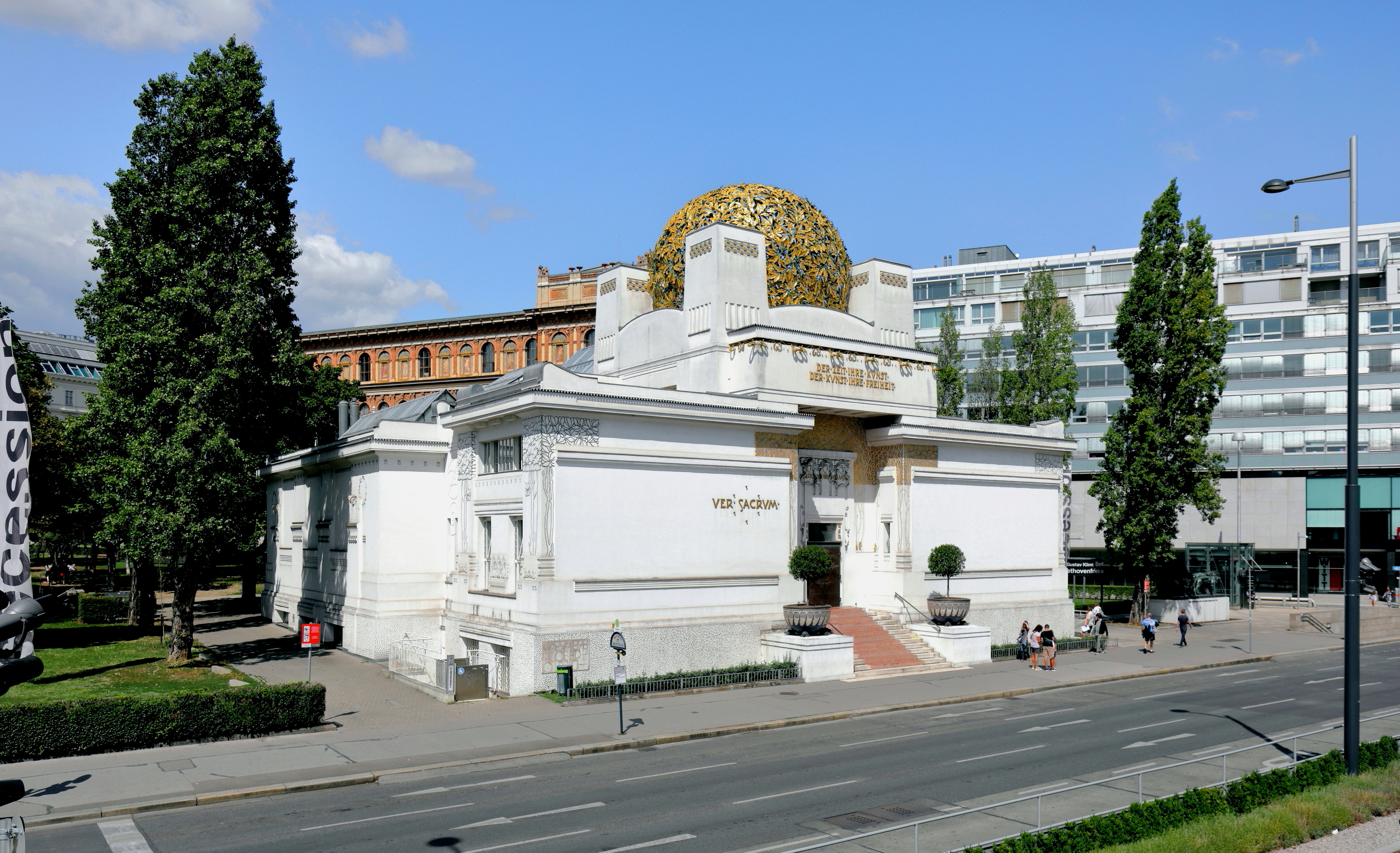
Secessionsgebäude in Wien

1896 entstand wegen der Unzufriedenheit mehrerer Künstler unter der Führung von Gustav Klimt die Wiener Secession als Abspaltung des Wiener Künstlerhauses. Die Gruppe benötigte ein eigenes Ausstellungsgebäude; Olbrich erhielt den Auftrag und plante 1897 das Secessionsgebäude. Dies war sein erster großer Auftrag. Später plante er auch mehrere Wohnhäuser in Wien und Umgebung, unter anderem das Haus für Hermann Bahr an der Veitlissengasse in Hietzing (13. Bezirk). Im Gegenzug verkündete Bahr Olbrich in seinen Essays und Feuilletons als einen zentralen Architekten Wiens.
Olbrich und die Wiener Sezession werden gerne als Bindeglied zwischen Historismus und Werkbund und Bauhaus betrachtet. Zumindest für Olbrich trifft dies nicht zu. Sein „Pathos der Schlichtheit“ hat nichts mit Funktionalität zu tun, sondern ist ein Ausdruck von Wahrheit und Würde. Entsprechend nutzte er viele Elemente der Antike in freier, assoziativer Weise.
Großherzog Ernst Ludwig von Hessen und bei Rhein besuchte häufig Wien und war sehr an moderner Kunst interessiert. Auf seine Veranlassung entstand daher 1899 die Darmstädter Künstlerkolonie auf der Mathildenhöhe. Zu diesem Zweck holte er Olbrich nach Darmstadt, der schnell zum inoffiziellen Führer der Künstlerkolonie wurde und auch das höchste Gehalt bezog. Am 4. April 1900 bekam er vom Großherzog den Professorentitel verliehen und wurde hessischer Staatsbürger. Olbrich war damals der einzige Architekt in der Künstlergruppe; Peter Behrens war lediglich als Maler und Grafiker ausgebildet. Vielfach setzte sich der Verleger Alexander Koch in den wichtigen Zeitschriften Innendekoration und Deutsche Kunst und Dekoration mit Olbrich und der Darmstädter Künstlerkolonie auseinander. 1903 heiratete Olbrich in Wiesbaden Claire Morawe, die geschiedene Frau des Schriftstellers Christian Ferdinand Morawe.

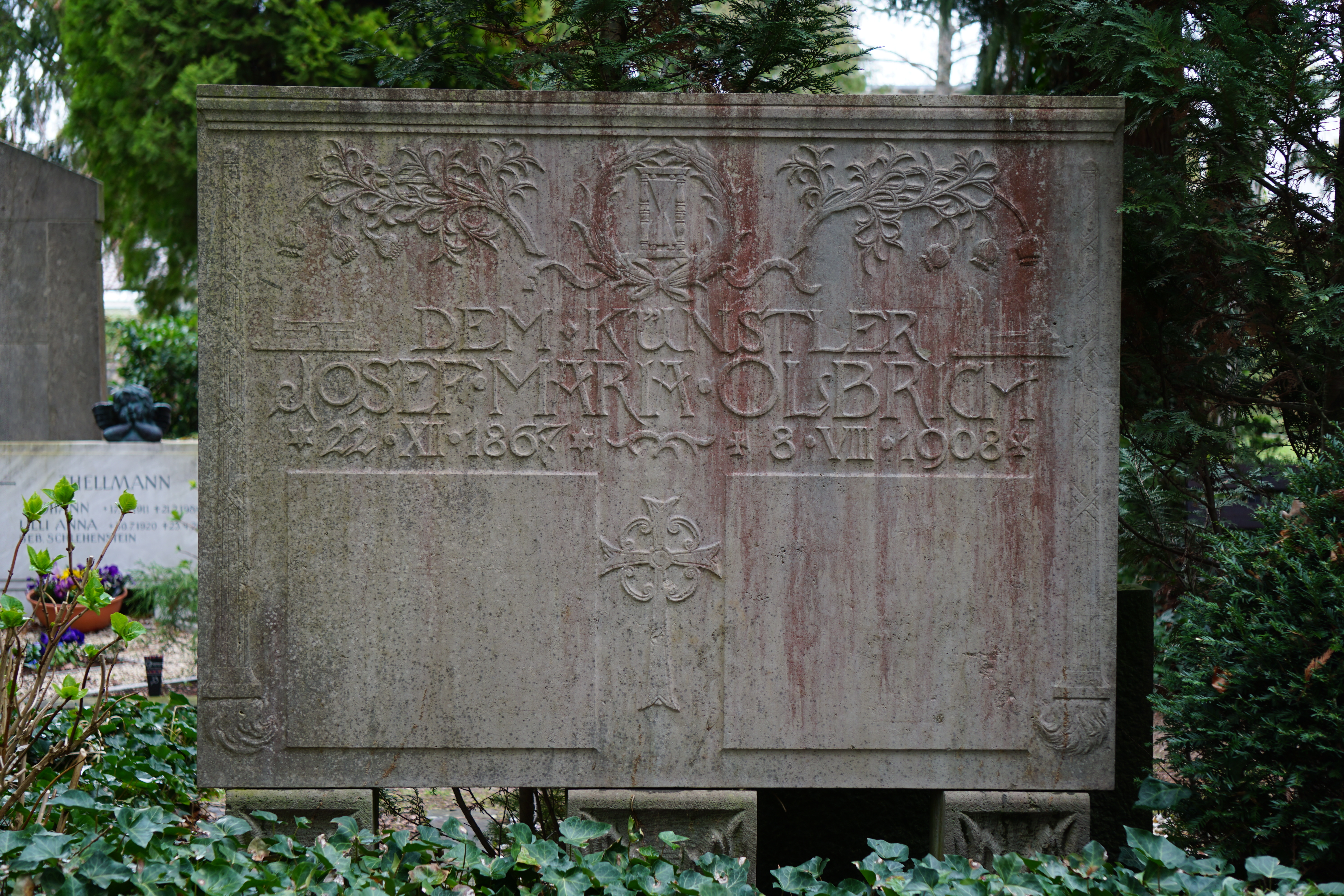
Grabmal von Joseph Maria Olbrich auf dem Alten Friedhof in Darmstadt, unsigniert, Heinrich Jobst zugeschrieben

Die Künstlerkolonie wurde zum Experimentierfeld für Olbrich, wo er auch das Hauptgebäude, das Ernst-Ludwig-Haus plante. Daneben entstanden diverse Wohnhäuser und provisorische Bauten für die Ausstellungen. Seit 1901 arbeitete der aus Magdeburg stammende Hans Heller  (1884–1917) im Atelier von Olbrich und qualifizierte sich dort, um 1907 an der Kunstgewerbeschule Hamburg eine Professur für Innenraumgestaltung zu übernehmen. Ferner entwarf Olbrich Keramikgeschirre, die in Waechtersbacher Keramik ausgeführt wurden, Möbelstücke für den Möbelfabrikanten Julius Glückert und Musikinstrumente, wie den Mand-Olbrich-Flügel. Länger als manch anderes Mitglied blieb Olbrich der Kolonie treu. Olbrich sah sich selbst als begnadeten Künstler und erwartete von seinen Schülern und Assistenten (z. B. Albin Müller und Paul Haustein) Unterordnung. Er hasste die Bohème-Kultur anderer Künstler und war selbst immer elegant gekleidet mit Hut, Handschuhen und Stock und liebte einen luxuriösen Lebensstil.
Seine Beiträge auf der Weltausstellung Louisiana Purchase Exposition in St. Louis 1904 machten einen so großen Eindruck, dass er – wahrscheinlich auf Veranlassung von Frank Lloyd Wright – korrespondierendes Mitglied des American Institute of Architects wurde. 1906 erhielt er seinen letzten und größten Auftrag, das Warenhaus Tietz in Düsseldorf. Im selben Jahr fand der Stapellauf des Doppelschrauben-Schnellpostdampfers Kronprinzessin Cecilie statt, an der Inneneinrichtung und Ausstattung dieses Transatlantikliners wirkten neben Olbrich unter anderem Bruno Paul und Richard Riemerschmid mit.
Kurz nach der Geburt seiner Tochter Marianne am 19. Juli 1908 starb Olbrich – nur 40 Jahre alt – am 8. August in Düsseldorf an Leukämie. Vier Tage später wurde er in Darmstadt auf dem Alten Friedhof beerdigt (Grabstelle: IV C 11). Das Grab ist ein Ehrengrab.

## Werk

### Bauten und Entwürfe

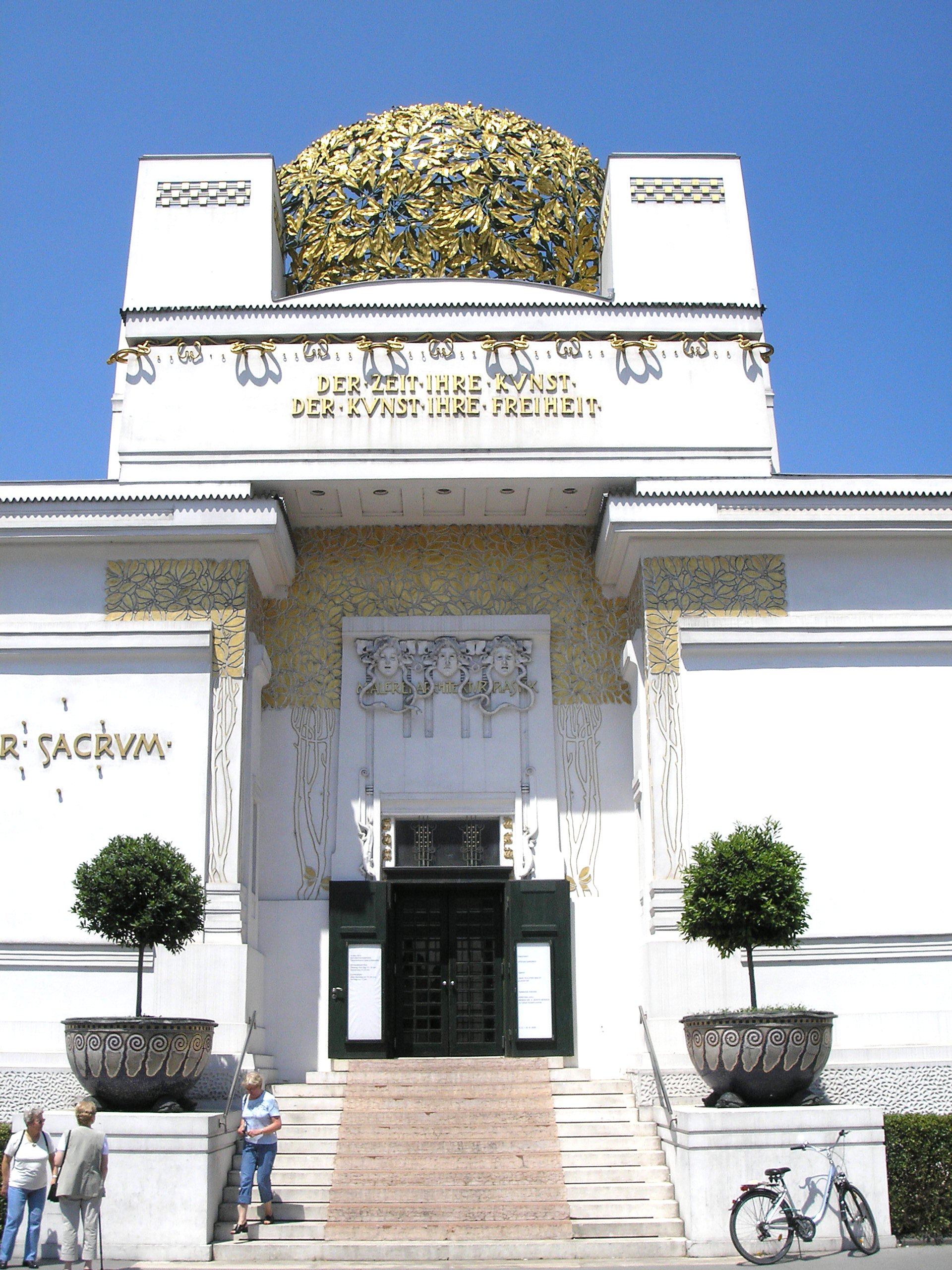
Eingang zur Secession, Wien

Hochzeitsturm, Mathildenhöhe, Darmstadt

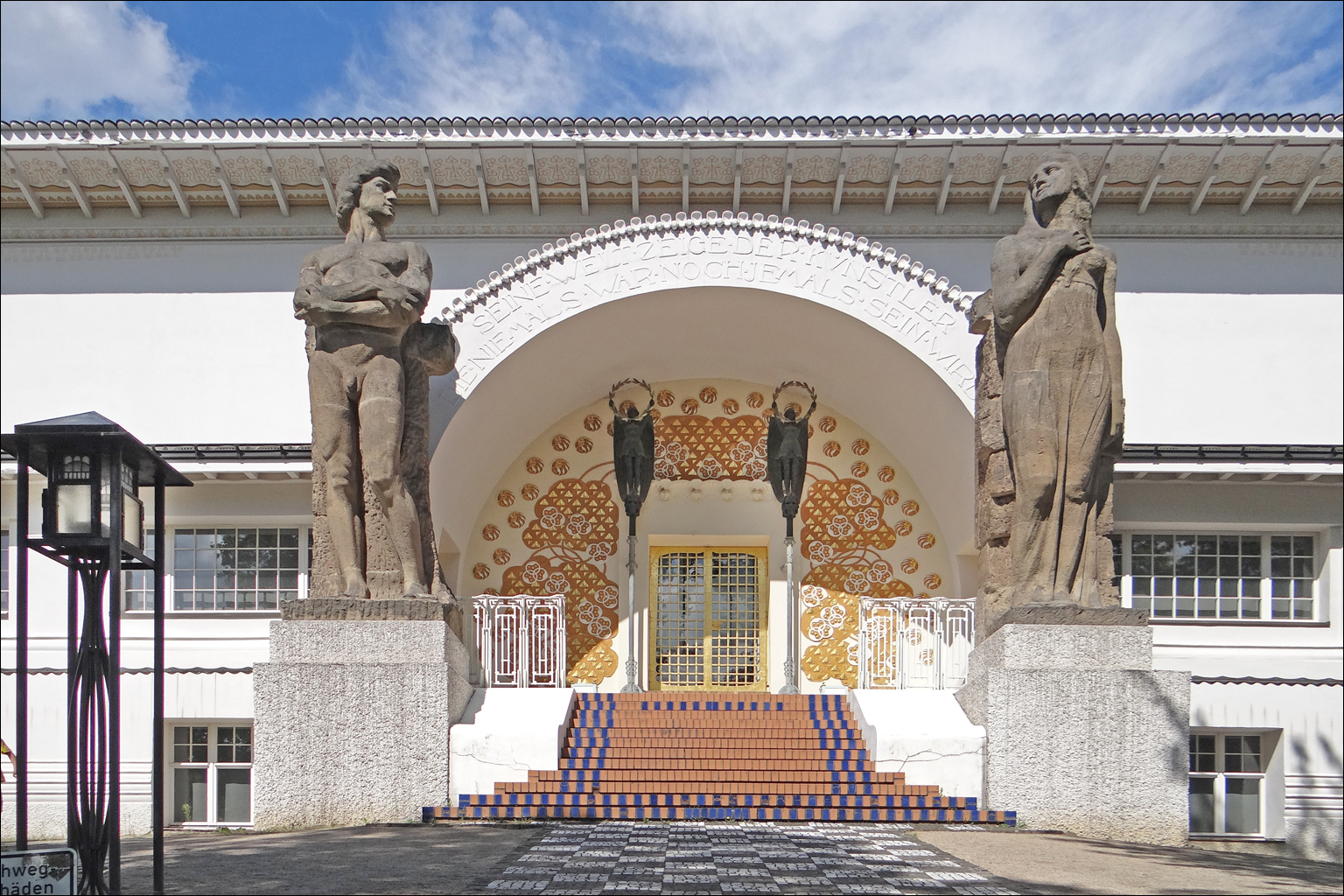
Ernst-Ludwig-Haus

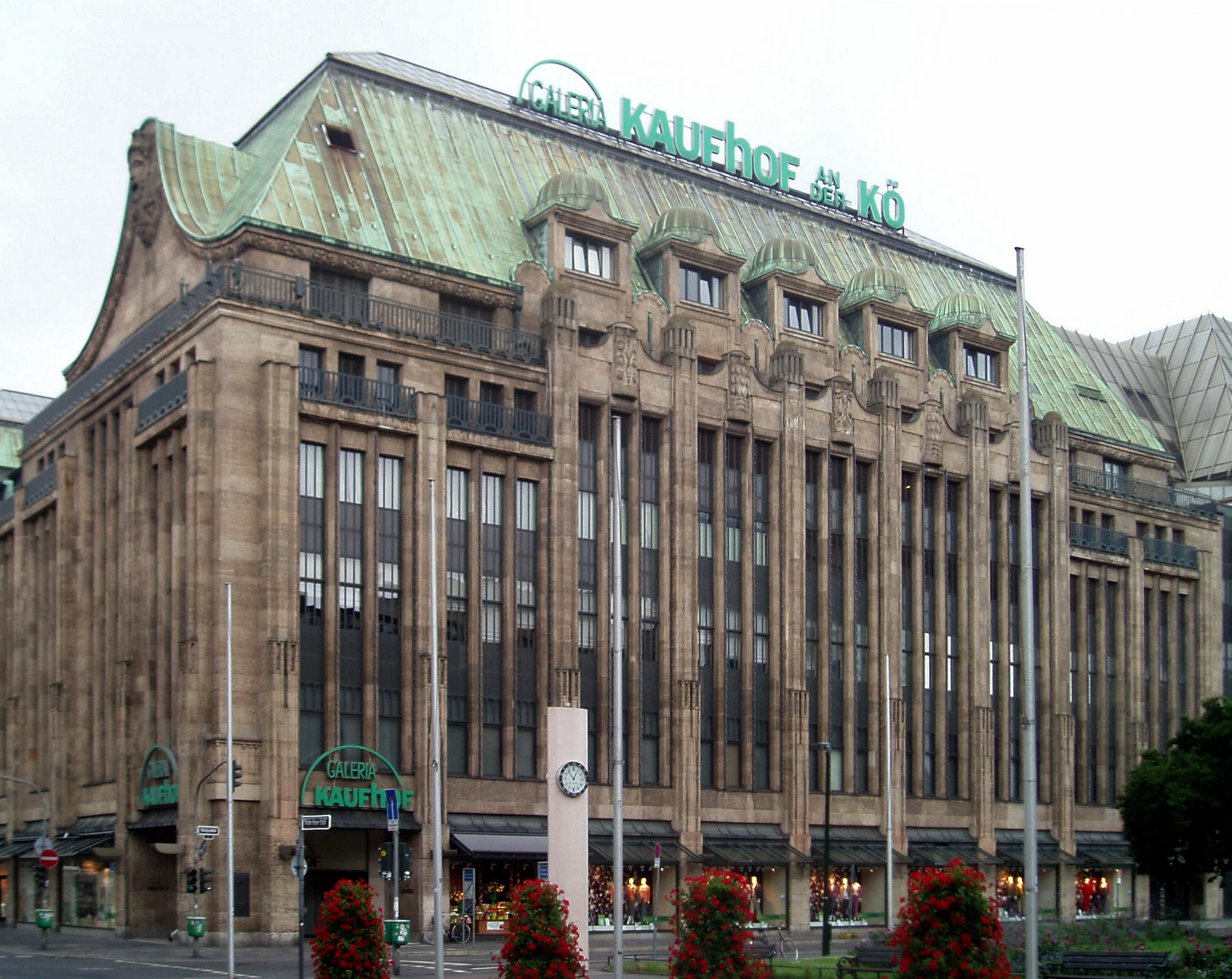
Warenhaus der Leonhard Tietz AG, später Kaufhof, Düsseldorf

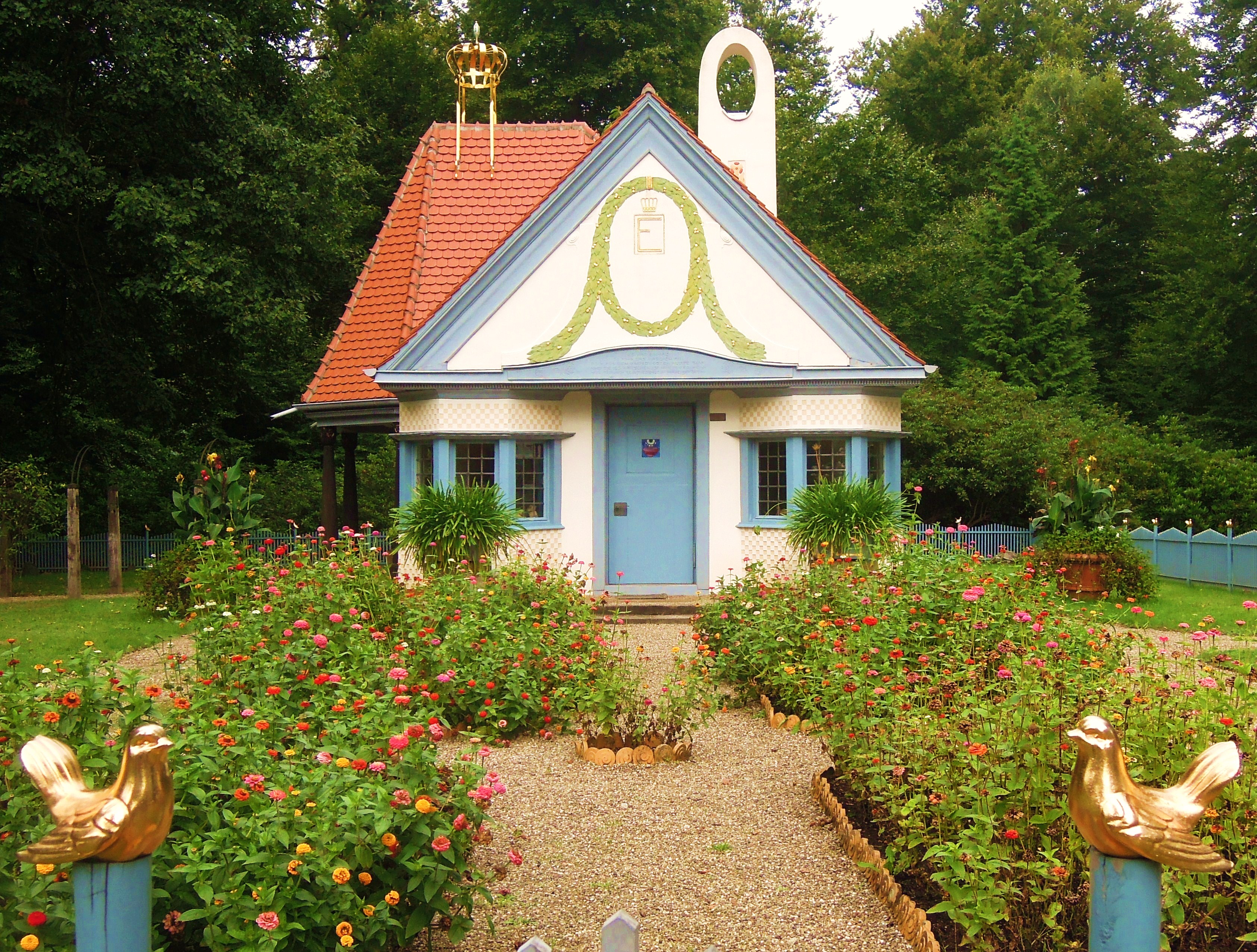
Prinzessinnenhaus im Park von Schloss Wolfsgarten bei Langen

- 1897–1898: Ausstellungsgebäude der Wiener Secession in Wien
- 1898 / 1899: Clubhaus des Radfahrclubs der Hof- und Staatsbeamten in Wien-Leopoldstadt, Rustenschacherallee 7 (Pratercottage)[7][8][9]
- 1898: Café Niedermeyer in Troppau
- 1898–1899: Wohnhaus für Max Friedmann in Hinterbrühl[10]
- 1899: Haus Stöhr in St. Pölten
- 1899–1900: Wohnhaus für Hermann Bahr in Wien 13., Veitlissengasse 7
- 1900: Haus Sift in Wien
- 1900: Grabmal der Familie Glückert auf dem Alten Friedhof in Darmstadt
- 1900: Häusergruppe für den Bauunternehmer Wilhelm Ganss in Darmstadt (kriegszerstört, modern wiederaufgebaut)
- 1900–1901: Ernst-Ludwig-Haus auf der Mathildenhöhe in Darmstadt
- 1900–1901: eigenes Wohnhaus auf der Mathildenhöhe in Darmstadt (erheblich verändert)
- 1900–1901: Wohnhaus für Hans Christiansen auf der Mathildenhöhe in Darmstadt (kriegszerstört)
- 1900–1901: Wohnhaus für Carl Keller auf der Mathildenhöhe in Darmstadt (kriegszerstört)
- 1900–1901: Wohnhaus für Julius Glückert, sog. Großes Glückert-Haus auf der Mathildenhöhe in Darmstadt
- 1900–1901, Wohnhaus für Rudolf Bosselt, sog. Kleines Glückert-Haus auf der Mathildenhöhe in Darmstadt
- 1900–1901: Wohnhaus für Ludwig Habich auf der Mathildenhöhe in Darmstadt
- 1901: Ausstellungsgebäude „Haus für Flächenkunst“, „Spielhaus“ für die Darmstädter Spiele und Hauptportal auf der Mathildenhöhe in Darmstadt. Die Gebäude aus Holz wurden nach dem Ende der Bauausstellung Ein Dokument Deutscher Kunst nach fünf Monaten wieder abgetragen.
- 1901: Wohnhaus für Albert Hochstrasser in Kronberg im Taunus
- 1901–1902: Doppelwohnhaus für Gustav und Joseph Stade auf der Mathildenhöhe in Darmstadt
- 1902: Prinzessinnenhaus im Park des Jagdschlosses Wolfsgarten
- 1902–1903: Wohnhaus für Carl Kuntze in Berlin-Steglitz
- 1903: Fassade des Hauses Edmund Olbrich in Troppau
- 1903–1904: „Dreihäusergruppe“ („Blaues Haus“, „Eckhaus“ und „Graues Haus“ oder „Hofprediger-Haus“) auf der Mathildenhöhe in Darmstadt
- 1903–1904: Bildhauer-Atelier als Anbau an das „Ernst-Ludwig-Haus“ auf der Mathildenhöhe in Darmstadt (heute als Museumsshop genutzt)
- 1905–1906: Ausstellungsgebäude „Frauen-Rosenhof“ für die Deutsche Kunstausstellung Köln 1906 in der Kölner Flora, Köln-Riehl (kriegszerstört, durch Wilhelm Riphahn verändert wieder aufgebaut; restauriert)
- 1905–1907: Innenausstattung der Privaträume für Großherzog Ernst Ludwig von Hessen und bei Rhein im Alten Schloss zu Gießen
- 1907–1908: „Oberhessisches Haus“ für die Hessische Landesausstellung für freie und angewandte Kunst auf der Mathildenhöhe in Darmstadt (nach 1908 als Wohnhaus genutzt, verändert)
- 1907–1908: Wohnhaus für Hugo Kruska in Köln-Lindenthal (kriegszerstört)
- 1907–1908: Hochzeitsturm auf der Mathildenhöhe in Darmstadt

(+) = nach Olbrichs Tod fertiggestellt
- 1908 (+): Wohnhaus für Max Clarenbach in Düsseldorf-Wittlaer, An der Kalvey 21[11][12] (erheblich verändert)
- 1907–1909 (+): Warenhaus der Leonhard Tietz AG (später Kaufhof) in Düsseldorf (innen völlig verändert)
- 1908 (+): „Arbeiterhaus Opel“ (Musterhaus) für die Hessische Landesausstellung für freie und angewandte Kunst auf der Mathildenhöhe in Darmstadt (nicht erhalten)
- 1908 (+): Künstlerhaus Krefeld, es wurde finanziert durch eine Schenkung des Kommerzienrates Albert Oetker an die Stadt Krefeld und Stiftung des Grundstückes durch die Jentges’sche Grundbesitz GmbH.
- 1908–1909 (+): Villa für Josef Feinhals in Köln-Marienburg (kriegszerstört)[13]
- 1908–1909 (+): Wohnhaus für Walther Banzhaf in Köln-Marienburg (1926 durch Wilhelm Riphahn umgebaut, kriegszerstört)
- 1908–1909 (+): Warenhaus für die Theodor Althoff AG in Gladbeck, Hochstraße 23 (zerstört)[14]

### Schriften
- J. M. Olbrich: Zehn Entwürfe für Zimmermaler. (Mappenwerk) Verlag Anton Schroll Wien o.J. (1899?).
- mit Ludwig Hevesi: Ideen von Olbrich. 1900. / 2. erweiterte Auflage, Baumgärtner, Leipzig 1904.
  - Nachdruck: Wasmuth, Tübingen 1988.
  - Arnold’sche Art Publishers, Stuttgart 1992 (2. Aufl. 2009), ISBN 978-3-89790-279-4.
- Architektur von Olbrich. (Mappenwerk) Verlag Ernst Wasmuth, Berlin 1901–1914.
- mit Wilhelm Holzamer: Spiele. Verlag Eugen Diederichs, Leipzig 1901.
- mit Georgina Freiin von Rotsmann: Es war einmal. Darmstadt 1904.
  - Nachdruck: Verlag zur Megede, Darmstadt 1983.
- Max Creutz: Joseph Maria Olbrich. Das Warenhaus Tietz in Düsseldorf. Verlag Ernst Wasmuth, Berlin 1909. Digitalisat des Getty Research Institute, 2016.

## Ehrungen
- Bei der Anlage des Essener Moltkeviertels ab 1908 wurde eine Straße nach ihm benannt.
- 1924 wurde die Olbrichgasse in Wien-Meidling (12. Bezirk) benannt.
- In Darmstadt ist der Olbrichweg auf der Mathildenhöhe nach ihm benannt.
- Am 6. August 1937 wurde in Berlin-Wittenau ein Weg nach ihm benannt.
- In den 1960er Jahren wurde die Josef-Maria-Olbrich-Straße in Düsseldorf-Garath benannt.
- Alle fünf Jahre zeichnet der BDA Hessen, BDA-Gruppe Darmstadt gute, beispielhafte Architektur im Großraum Darmstadt (Südhessen) mit der Joseph-Maria-Olbrich-Plakette aus.[15]